# Gelis curvicauda
Gelis curvicauda là một loài tò vò trong họ Ichneumonidae.